# 天雲俊夫
天雲 俊夫（てんくも としお、1954年 <昭和29年> 3月21日 - ）は、日本の地方公務員。香川県政策部長、同副知事、香川県信用保証協会会長を歴任。瑞宝中綬章受章。

## 人物・経歴
関西学院大学経済学部卒業、1976年 香川県庁入庁・商工課、1988年 財政課係長、1995年 土木監理課長補佐、2001年 長寿社会対策課長、2008年 農政水産部長、政策部長。同部長時には高松空港の国際路線誘致に奔走。2011年から6年間 香川県副知事。2016年9月 「パラグアイ日本人移住80周年記念祭典」等に出席するため現地訪問。副知事退任後に香川県信用保証協会会長。

## 栄典
2024年4月 春の叙勲で瑞宝中綬章受章